# Répcevis
Répcevis è un comune di 392 abitanti situato nella contea di Győr-Moson-Sopron, nell'Ungheria nordoccidentale.